# Castel Ringberg
Castel Ringberg (in tedesco Schloss Ringberg) è una residenza nobiliare rinascimentale che si trova vicino a Caldaro in Alto Adige.
Fu costruito nel 1621 da un certo Bonetti che aveva ricevuto il titolo nobiliare e una vigna a Caldaro dall'Arciduca Ferdinando Carlo per i suoi meriti di amministratore di alto livello. All'epoca era comune ricompensare i funzionari in questo modo.
Il castello si presenta in stile rinascimentale con 4 torrette agli angoli e bifore sulla facciata.
Oggi è sede di un ristorante e usato per eventi.
Normalmente non è visitabile.